# Jüdischer Friedhof (Chełmno)
Koordinaten: 53° 20′ 57,5″ N, 18° 25′ 50,9″ O

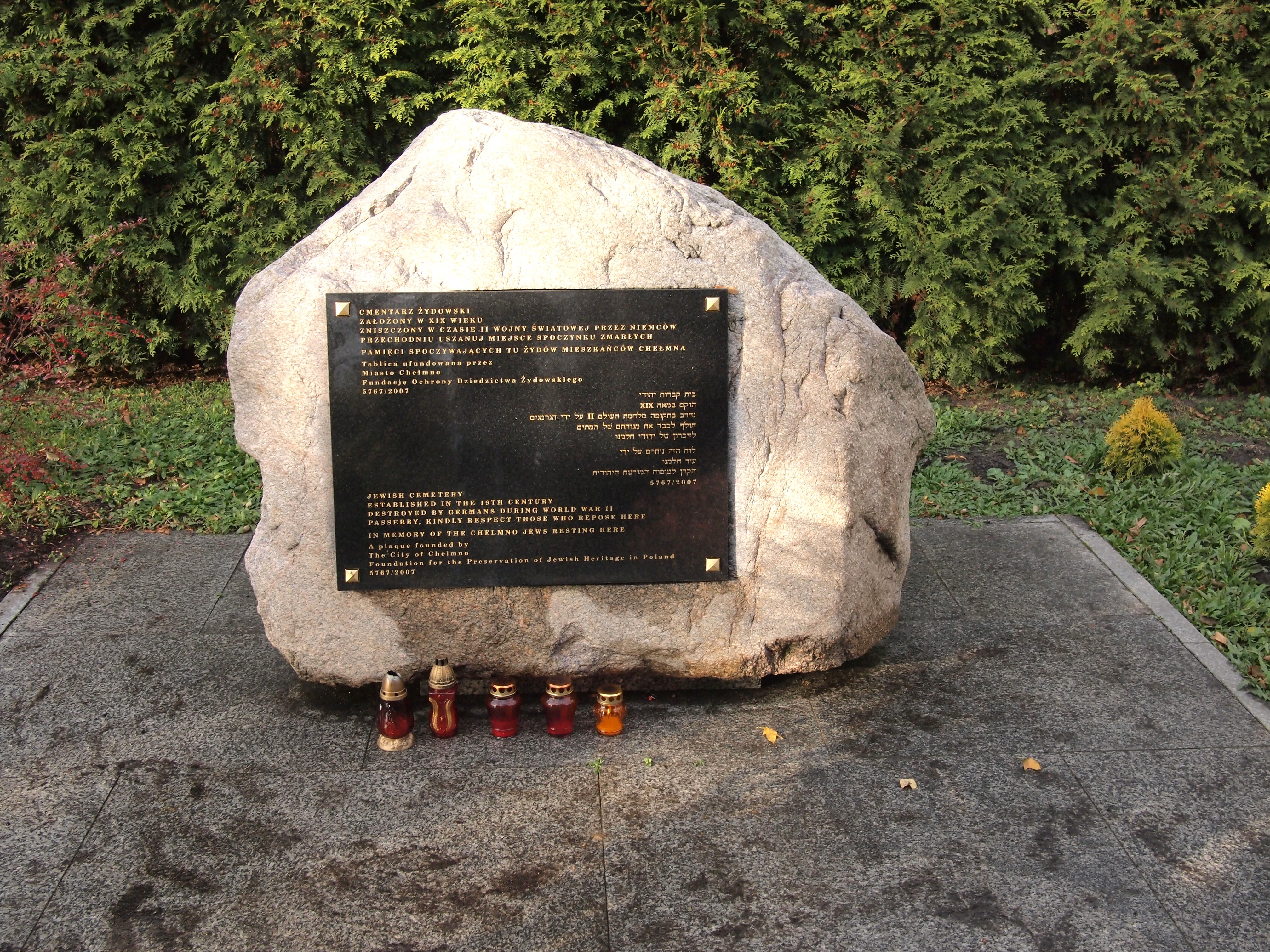
Gedenkstein zur Erinnerung an den jüdischen Friedhof in Chełmno

Der Jüdische Friedhof in Chełmno (deutsch Kulm), einer polnischen Stadt im Powiat Chełmiński in der Woiwodschaft Kujawien-Pommern, wurde Anfang des 19. Jahrhunderts angelegt. Der jüdische Friedhof, der an der heutigen Powstańców-Wielkopolskich-Straße (früher Ackerstraße) lag, wurde von den deutschen Besatzern während des Zweiten Weltkriegs zerstört.
Seit 2007 erinnert ein Gedenkstein an den jüdischen Friedhof und die ehemalige jüdische Gemeinde.